# 7811 Zhaojiuzhang
7811 Zhaojiuzhang eller 1982 DT6 är en asteroid i huvudbältet som upptäcktes den 23 februari 1982 av Purple Mountain-observatoriet vid Xinglong Station. Den är uppkallad efter kinesen Zhao Jiuzhang.
Asteroiden har en diameter på ungefär 7 kilometer och den tillhör asteroidgruppen Eunomia.